# Lood(II,IV)oxide
Lood(II,IV)oxide of loodmenie (latijn: minium) is een anorganische verbinding van lood en zuurstof met als brutoformule Pb3O4. De stof komt bij kamertemperatuur voor als een oranje-rood poeder, dat onoplosbaar is in water. Lood(II,IV)oxide komt in de natuur voor als het zeldzame mineraal minium.

## Synthese
Lood(II,IV)oxide kan bereid worden door de calcinatie van lood(II)oxide bij een temperatuur van 450 tot 480 °C:
{\displaystyle {\ce {6PbO + O2 -> 2Pb3O4}}}
Deze methode is echter niet geschikt om hoogzuiver lood(II,IV)oxide te bereiden, aangezien het eindproduct gecontamineerd wordt met aanzienlijke hoeveelheden lood(II)oxide. Om de zuivere stof te bereiden wordt het aanwezige lood(II)oxide verwijderd met behulp van kaliumhydroxide, waardoor een in water oplosbaar loodcomplex ontstaat:
{\displaystyle {\ce {PbO + KOH + H2O -> K[Pb(OH)3]}}}
Een alternatieve bereidingsmethode is de verbranding van lood(II)carbonaat:
{\displaystyle {\ce {6PbCO3 + O2 -> 2Pb3O4 + 6CO2}}}

## Kristalstructuur
Lood(II,IV)oxide is een oxide dat uitkristalliseert in een tetragonaal kristalstelsel. Het behoort tot ruimtegroep P42/mbc. Bij afkoelen tot −100 °C gaat de structuur over in een orthorombische. Deze structurele verandering is echter vrij miniem: de bindingsafstanden en bindingshoeken in de eenheidscel wijzigen slechts licht.
In de kristalstructuur komt lood voor in twee oxidatietoestanden: +II en +IV.

## Eigenschappen en reacties
Lood(II,IV)oxide is nagenoeg niet oplosbaar in water. Het lost wel goed op in (verdunde) zuren, waaronder zoutzuur en azijnzuur.
Bij verhitting boven 500 °C treedt ontleding tot lood(II)oxide op:
{\displaystyle {\ce {2Pb3O4 -> 6PbO + O2}}}
Wanneer lood(II,IV)oxide wordt opgelost in salpeterzuur, dan wordt enkel het tweewaardig lood omgezet in het corresponderende lood(II)nitraat, terwijl lood(IV)oxide achterblijft:
{\displaystyle {\ce {Pb3O4 + 4HNO3 -> PbO2 + 2Pb(NO3)2 + 2H2O}}}

## Toepassingen
Lood(II,IV)oxide werd ook wel gebruikt als verfstof en is dan ook bekend als loodmenie. Deze oranje-rood gekleurde menie werd vroeger gebruikt als impregneermiddel voor bijvoorbeeld hout en metaal op vochtige plekken. De stof zorgt er dan voor dat het vocht nog beter afgeweerd wordt.
Van Gogh gebruikte de rode kleurstof in schilderijen, maar deze verbleekt onder invloed van zonlicht. 
Tevens wordt lood(II,IV)oxide gebruikt in de pyrotechniek voor een crackling-effect en typische kleuren.

## Toxicologie en veiligheid
- Lood(II,IV)oxide is een loodverbinding, hetgeen de stof giftig maakt.  Opname in het lichaam kan verschijnselen van loodvergiftiging tot gevolg hebben.  De opname in de maag wordt versneld doordat lood(II,IV)oxide zeer goed oplosbaar is in het maagzuur (zoutzuur).
- De stof reageert zeer heftig met onedele metaalpoeders.
- Tegenwoordig is het voor bedrijven bij wet verboden lood(II,IV)oxide te gebruiken vanwege natuurvervuiling. Hierom is het vervangen door andere meniesoorten.